# 照井利幸
照井 利幸（てるい としゆき、1964年2月28日 - ）は、日本のミュージシャン、ベーシスト、作曲家。愛知県出身。BLANKEY JET CITYの元ベーシスト。既婚。

## 来歴

### BLANKEY JET CITY
1987年、浅井健一、中村達也と共にBLANKEY JET CITYを結成。1996年にはメンバーそれぞれがソロプロジェクトを始動させ、照井はJoe Brownとして活動。1999年も同様にソロプロジェクトが始動し、Jim Spiderとして活動。バンドは、1990年代の日本のロックの最前線で活動を続け、2000年に解散を発表。同年のフジロックフェスティバルにヘッドライナーとして出演し、BLANKEY JET CITYの活動を締めくくった。

### CARNE
BLANKEY JET CITYの解散後、KOOKの神内多句磨と共にCARNEを結成。照井はベース、ギター、シンセサイザーを担当。2001年5月23日、自身のファッション・ブランド「Celt＆Cobra」の自主レーベルから、アルバム『The Sociopass City』を発売。

### ROSSO
2002年、THEE MICHELLE GUN ELEPHANT（以下、TMGE）のチバユウスケ（ボーカル、ギター）、ASSFORTのMASATO（ドラムス）と共にROSSOを結成。アルバム『BIRD』の発表後にLOSALIOSらと全国ツアーを行う。8月17日のライジング・サン・ロックフェスティバルの出演を以て活動休止。同時にMASATOが脱退。チバはTMGEの活動専念後、2003年にTMGEが解散。照井はRAVENでの活動を開始。終えた頃に、新たにイマイアキノブ（ギター）、佐藤稔（ドラムス）を迎えた形でROSSOの活動を再開。2006年6月7日に発表されたアルバム『Emissions』のリリースを以て、ROSSOは活動休止を発表。

### RAVEN
2004年、ソロ・プロジェクト、RAVENとしてアルバム『限り無く赤に近い黒』を発表。チバユウスケ、中村達也等の多数のミュージシャンの客演を迎えて制作された。チバユウスケが客演した「Cherry Bon Bon」のミュージック・ビデオは、第2期ROSSOのメンバーとなるイマイアキノブ、佐藤稔が加わったバンド編成で実際に演奏されたものを映像に収めたものであった。

### Signals
椎野恭一（ドラム、パーカッション）、勝井祐二（ヴァイオリン）と共にSignalsを結成。自身は主にアコースティック・ギターを演奏。2008年12月17日、1stアルバム『Lapis Sky』を発表。2009年10月7日、2ndアルバム『光と影と人工衛星 the light,the shadow,and the satellite.』を発表。2010年、さらなる自由な表現を求めベーシストとしての表現も始めるとともに、結成時のメンバー編成を解消。照井と椎野を中心としながら、流動的にゲストを迎えライブを展開。辻剛（ギター）、CINEMA dub MONKSの曽我大穂（フルート、ブルースハープ、SE）、辻コウスケ（パーカッション）等が参加。2011年11月9日、3rdアルバム『NAKED FOOL』を発表。名越由紀夫（ギター）、岡村美央（ヴァイオリン）を迎えライブツアーを行う。2019年4月13日・6月7日、2部構成の4thアルバム『Moon Fiction』 （001・002）を発表。レコーディングは照井、椎野、細海魚（キーボード・ハモンドオルガン）の3人で行われた。

### その他の活動
- 2006年
  - 7月12日に発売された浅井健一のシングル「危険すぎる」に、ベーシストとしてレコーディングに参加。
- 2008年
  - ファッションデザイナーの西山徹と共にアーティスト集団WELDを立ち上げると同時に、Signalsを結成。後に西山と別れ、自主レーベルWELD MUSICとして音楽の制作、ライブ活動を続ける。
  - 勝井祐二 (vn)、中村達也 (dr)、豊田利晃（映像）と共にTWIN TAILを結成。2009年公開の豊田利晃監督の映画『蘇りの血』の音楽を担当。
- 2010年
  - 3月3日、Terui Toshiyuki名義のソロ・アルバム『FLOAT』を発表。
  - 浅井健一、有松益男（BACK DROP BOMB）と共にPONTIACSを結成し、1stアルバム『GALAXY HEAD MEETING』を発表。
- 2011年
  - 8月、PONTIACSを脱退。
- 2012年
  - ファッションブランド「Rude Gallery」の片柳豊と共にTHE INSIDE OUTを結成。音楽とあらゆるジャンルでの表現を試みるエンターテイメント制作プロジェクト。
  - 4月21日公開された映画『モンスターズクラブ』の挿入歌を担当。
- 2014年
  - 1月30日、4年ぶりとなる2ndソロアルバム『What I think about the World』を発表。
- 2015年
  - 自主ブランドTHEREを立ち上げ、翌年に東京・上目黒に店舗をオープン。
- 2018年
  - 9月7日に公開された映画『泣き虫しょったんの奇跡』の音楽を担当。
- 2019年
  - 12月14日、3rdソロアルバム『IMPULSE』を発表。
- 2020年
  - Signalsのメンバーである細海魚とのユニットROMENを結成し、1stアルバム『AO』を発表。
- 2021年
  - 7月24日に公開された映画『全員切腹』でエンディングテーマ「OLD SPARK」の作曲を担当。演奏には照井のほか中村達也、ヤマジカズヒデが参加した。
  - 10月22日～11月28日、初の個展『UN natural』を開催。
- 2022年
  - 6月16日、4thソロアルバム『PISCES』を発表。
- 2023年
  - 2月24日、5thソロアルバム『In Search of Resonance』のCDを封入した作品集『響きを求めて / In Search of Resonance』を発表。

## 人物
身長170cm、体重55kg。A型。愛称は「照ちゃん」「テリー」。掃除が好き。
背中一面に聖母マリアの刺青を施している。刺青に関しては、街で引かれていると感じつつも、仕方ないと思っている。
浅井健一の愛称「ベンジー」の名付け親である。
イカ天出演時は肩まで掛かる長髪、その後にモヒカン等を経て1997年頃からは、頭髪はがっちりと固めたオールバックスタイルであった。
田島昭宇ら漫画家とも交流があり、浅田弘幸の原案を担当したこともある。
アパレルブランド、「ケルトアンドコブラ」のデザインも手がけていた。2007SS "THE LAST WALTZ" を以て解散。

## 楽器・機材
ベースは主にフェンダー・ジャズベースを使用。アンプは主にアンペグを使用。

## ディスコグラフィ
| 発売日         | アーティスト名            | タイトル                                                       | 規格品番                                                 | タイプ           | バンドメンバー |
| -------------- | ------------------------- | -------------------------------------------------------------- | -------------------------------------------------------- | ---------------- | --- |
| 1996年7月3日   | JOE BROWNN                | GENUINE GUILTY                                                 | TODT-3767                                                | シングル         | 照井利幸 (Bass), 高橋敦 (Vocal), 渡部充一 (Guitar), 北澤"KI-YAN"篤 (Drums)                                                                                                |
| 1996年7月17日  | JOE BROWNN                | ido-est                                                        | TOCT-9532                                                | アルバム         | 照井利幸 (Bass), 高橋敦 (Vocal), 渡部充一 (Guitar), 北澤"KI-YAN"篤 (Drums)                                                                                                |
| 1999年10月20日 | JIM SPIDER                | WITH A GHOST                                                   | POCH-1851                                                | アルバム         | ソロ |
| 1999年11月10日 | Losalios                  | 世界地図は血の跡                                               | POCH-1852                                                | アルバム         | 1曲ゲスト参加 |
| 2001年5月23日  | CARNE                     | The Sociopass City                                             | JSRC-001                                                 | アルバム         | 照井利幸 (Bass, Guitar, Synthesizer), 神内多句磨 (Vocal) |
| 2002年4月24日  | Rosso                     | Bird                                                           | COCP-50689 COJA-50690<限定版LP>                          | アルバム         | チバユウスケ (Vocal&Guitar), 照井利幸 (Bass), MASATO (Drums) |
| 2003年9月3日   | Losalios                  | The end of the beauty                                          | COCP-50739                                               | アルバム         | 1曲ゲスト参加 |
| 2004年4月21日  | RAVEN                     | 限り無く赤に近い黒                                             | UPCI-9001<限定盤> UPCI-1001<通常盤>                      | アルバム         | 照井利幸 (Bass, Guitar&Vocal), チバユウスケ (Vocal&Guitar), Yuko (Vocal), 辻剛 (Guitar) 中村達也 (Drums), 尾崎一雄 (Drums), 山口とも (Percussion), 山岡広司 (Programming) |
| 2004年11月17日 | ROSSO                     | 1000のタンバリン/アウトサイダー                                | UPCI-5005                                                | シングル         | チバユウスケ (Vocal&Guitar), 照井利幸 (Bass), イマイアキノブ (Guitar), サトウミノル (Drums)                                                                               |
| 2004年12月8日  | ROSSO                     | Dirty Karat                                                    | UPCI-9003<初回限定盤> UPCI-1015<通常盤> UPJI-1002〜3<LP> | アルバム         | チバユウスケ (Vocal&Guitar), 照井利幸 (Bass), イマイアキノブ (Guitar), サトウミノル (Drums)                                                                               |
| 2005年2月2日   | ROSSO                     | バニラ                                                         | UPCI-5006 (CD) UPJI-1006 (LP)                            | シングル         | チバユウスケ (Vocal&Guitar), 照井利幸 (Bass), イマイアキノブ (Guitar), サトウミノル (Drums)                                                                               |
| 2005年4月27日  | ROSSO                     | 1000のタンバリン（再発盤）                                     | UPJI-1004                                                | シングル         | チバユウスケ (Vocal&Guitar), 照井利幸 (Bass), イマイアキノブ (Guitar), サトウミノル (Drums)                                                                               |
| 2005年4月27日  | ROSSO                     | アウトサイダー（再発盤）                                       | UPJI-1005                                                | シングル         | チバユウスケ (Vocal&Guitar), 照井利幸 (Bass), イマイアキノブ (Guitar), サトウミノル (Drums)                                                                               |
| 2005年4月27日  | ROSSO                     | Muddy Diamond Sessions                                         | UPBI-1006                                                | DVD              | チバユウスケ (Vocal&Guitar), 照井利幸 (Bass), イマイアキノブ (Guitar), サトウミノル (Drums)                                                                               |
| 2005年11月16日 | ROSSO                     | ダイヤモンドダストが降った夜                                   | UPCI-9006<限定盤> UPCI-1037<通常版盤>                    | ライブ・アルバム | チバユウスケ (Vocal&Guitar), 照井利幸 (Bass), イマイアキノブ (Guitar), サトウミノル (Drums)                                                                               |
| 2006年6月7日   | ROSSO                     | Emissions                                                      | UPCI-1045 (CD) UPJI-1007 (LP)                            | アルバム         | チバユウスケ (Vocal&Guitar), 照井利幸 (Bass), イマイアキノブ (Guitar), サトウミノル (Drums)                                                                               |
| 2006年10月25日 | ROSSO                     | ROSSO's Emissions                                              | UPBI-9010                                                | DVD              | チバユウスケ (Vocal&Guitar), 照井利幸 (Bass), イマイアキノブ (Guitar), サトウミノル (Drums)                                                                               |
| 2006年9月29日  | 浅井健一                  | Johnny Hell                                                    | BVCR-18079                                               | アルバム         | シングル危険すぎるを含む5曲参加 |
| 2008年7月7日   | TWIN TAIL                 | すべては許されている                                           | WDD7                                                     | アルバム         | 中村達也 (Drums), 勝井祐二 (Violin), 照井利幸 (Bass)×豊田利晃（監督） |
| 2008年12月17日 | Signals                   | Lapis Sky                                                      | WMC-001                                                  | アルバム         | 照井利幸 (Acoustic Guitar), 椎野恭一 (Drums, Percussion), 勝井祐二 (Violin)                                                                                               |
| 2009年10月7日  | Signals                   | 光と影と人工衛星 the light,the shadow,and the satellite.       | WMC-002                                                  | アルバム         | 照井利幸 (Acoustic Guitar), 椎野恭一 (Drums, Percussion), 勝井祐二 (Violin)                                                                                               |
| 2009年12月2日  | TWIN TAIL                 | 蘇りの血 オリジナル・サウンドトラック                          | ZMCJ-5085                                                | サントラ         | 中村達也 (Drums), 勝井祐二 (Violin), 照井利幸 (Bass)×豊田利晃(監督) |
| 2010年3月3日   | 照井 利幸 Terui Toshiyuki | FLOAT                                                          | WMC-003                                                  | アルバム         | ソロ |
| 2010年10月13日 | Pontiacs                  | GALAXY HEAD MEETING / SHINJUKU                                 | SSR-040                                                  | シングル         | 浅井健一 (Vocal&Guitar), 照井利幸 (Bass), 有松益男 (Drums) |
| 2010年11月03日 | Pontiacs                  | GALAXXY HEAD MEETING                                           | VKCP-40<限定盤> VKCP-41<通常盤>                          | アルバム         | 浅井健一 (Vocal&Guitar), 照井利幸 (Bass), 有松益男 (Drums) |
| 2010年12月18日 | Pontiacs                  | RED BEE / デリカテッセン                                       | SSR-041                                                  | シングル         | 浅井健一 (Vocal&Guitar), 照井利幸 (Bass), 有松益男 (Drums) |
| 2011年5月25日  | Pontiacs                  | Cold Finger Girl                                               | VKCP-42                                                  | シングル         | 浅井健一 (Vocal&Guitar), 照井利幸 (Bass), 有松益男 (Drums) |
| 2011年5月25日  | Pontiacs                  | GALAXY HEAD FILM                                               | VKBP-43                                                  | DVD              | 浅井健一 (Vocal&Guitar), 照井利幸 (Bass), 有松益男 (Drums) |
| 2011年11月9日  | Signals                   | NAKED FOOL                                                     | DDCZ1787                                                 | アルバム         | 照井利幸 (Guitar, Bass, Percussion), 椎野恭一 (Drums, Percussion) |
| 2014年1月30日  | 照井 利幸 Toshiyuki Terui | What I think about the World                                   | WMC-005 (CD+DVD)                                         | アルバム         | ソロ |
| 2018年9月5日   | 照井 利幸 Toshiyuki Terui | 泣き虫しょったんの奇跡 Original Soundtracks by Toshiyuki Terui | VPCD86210                                                | サントラ         | ソロ |
| 2018年12月7日  | 照井 利幸 Toshiyuki Terui | What I think about the World (Remix remaster)                  | WMC-006 (CD) WMR-001 (LP)                                | アルバム         | ソロ |
| 2019年2月28日  | 浅井健一                  | ぐっさり                                                       |                                                          | デジタルシングル | 浅井健一 (Vocals & Guitars)、照井利幸 (Bass)、椎野恭一 (Drums) |
| 2019年4月10日  | Signals                   | Moon Fiction 001                                               | WMC-007(CD) WMR-002 (LP)                                 | アルバム         | 照井利幸 (Guitar & Bass), 椎野恭一 (Drum & Percussion), 細海魚 (Hammond Organ & Wurlitzer)                                                                                |
| 2019年6月7日   | Signals                   | Moon Fiction 002                                               | WMC-008 (CD) WMR-003 (LP)                                | アルバム         | 照井利幸 (Guitar & Bass), 椎野恭一 (Drum & Percussion), 細海魚 (Hammond Organ & Wurlitzer)                                                                                |
| 2019年9月25日  | 浅井健一                  | Blood Shift                                                    | BVCL 996/7                                               | アルバム         | 3曲参加 |
| 2019年12月14日 | 照井 利幸 Toshiyuki Terui | IMPULSE                                                        | WMC-009                                                  | アルバム         | ソロ |
| 2020年10月1日  | ROMEN                     | AO                                                             | WMC-010                                                  | アルバム         | 照井利幸 (Guitar, Bass, Synth, Percussion, Blues Harp), 細海魚(Organ, Piano, Electronics, Programing)                                                                     |
| 2020年11月18日 | 照井 利幸 Toshiyuki Terui | 『破壊の日』 オリジナル・サウンドトラック                      | DURA724                                                  | サントラ         | 1曲提供 |
| 2022年6月16日  | 照井 利幸 Toshiyuki Terui | PISCES                                                         | WMC-011                                                  | アルバム         | ソロ |
| 2023年2月24日  | 照井 利幸 Toshiyuki Terui | In Search of Resonance                                         | 4908062506                                               | アルバム         | ソロ 作品集『響きを求めて / In Search of Resonance』封入CD |